# كيميكو سايتو
كيميكو سايتو (باليابانية: 斉藤 貴美子) ممثلة أداء صوتي يابانية، ولدت في 12 فبراير 1997في اليابان.

## أعمالها
- إريا 88 (إيليشيا)
- اياكاشي (اوبي)
- ديث نوت (رِم)
- مذكرات العطارة - السيدة

## روابط خارجية
- كيميكو سايتو على موقع IMDb (الإنجليزية)
- كيميكو سايتو على موقع ميوزك برينز (الإنجليزية)
- كيميكو سايتو على موقع قاعدة بيانات الفيلم (الإنجليزية)
- كيميكو سايتو على موقع ANN person (الإنجليزية)